# Claes Lindskog (bankdirektör)
Claes Axel Lindskog, född 23 februari 1901 i Lund, död 31 mars 1985 i Slottsstadens församling, Malmö, var en svensk bankdirektör.

## Biografi
Lindskog var son till professor Claes Lindskog (1870–1954) och Hilma Scholander (1881–1963), samt bror till borgmästaren i Varbergs stad Axel Lindskog och redaktören Gösta Lindskog. Han tog juris kandidatexamen 1924. Lindskog var verkställande direktör för Skandinaviska Banken i Malmö 1951–1964. Han satt i Malmö stadsfullmäktige 1951–1963, var ledamot i drätselkammaren från 1952 och satt i folkpartiets förtroenderåd från 1950.
Lindskog var styrelseordförande i Sydsvenska kylhus AB från 1944, i Mataki AB från 1950, i AB Plyfa från 1948 och i Malmö Läderfabriks AB från 1952. Han var styrelseledamot i Malmö Mekaniska Tricotfabriks AB från 1940, i garvämnesfabriken AB Tannin (i Västervik, nedlagd 1959) från 1941, i Malmö Yllefabriks AB från 1953, i AB Armerad betong och Svenska Sockerfabriks AB från 1953 samt i Manufaktur AB från 1954.
Claes Lindskog är gravsatt i minneslunden på Östra kyrkogården i Malmö.